# أزادبر
أزادبر هي قرية في مقاطعة كرج، إيران. يقدر عدد سكانها بـ 211 نسمة بحسب إحصاء 2016.